# Tiranet orellut bigarrat
El tiranet orellut bigarrat (Pogonotriccus poecilotis) és un ocell de la família dels tirànids (Tyrannidae).

## Hàbitat i distribució
Habita els boscos de les muntanyes des de Colòmbia i nord-oest de Veneçuela, cap al sud, a través dels Andes del nord-oest i est de l'Equador fins l'est del Perú.